# Brandenburgischer Landespokal 1991/92
Der Brandenburgische Landespokal 1991/92 war die 2. Austragung des brandenburgischen Landespokals der Männer im Amateurfußball. Der Eisenhüttenstädter FC Stahl setzte sich, am 10. Juni 1992, im entscheidenden Spiel gegen den SV Falkensee-Finkenkrug mit 6:0 durch und wurde, zum ersten Mal, Landespokalsieger. Durch diesen Sieg qualifizierte sich der Eisenhüttenstädter FC Stahl für den DFB-Pokal 1992/93.

## Termine
Die Spiele des brandenburgischen Landespokals wurden an folgenden Terminen ausgetragen:
1. Spiel: 27. Mai 1992

2. Spiel: 02. Juni 1992

3. Spiel: 10. Juni 1992

## Teilnehmende Mannschaften
Für den Brandenburgischen Landespokal 1991/92 qualifizierten sich die drei Bezirkspokalsieger aus der laufenden Saison.
| Bezirkspokalsieger Frankfurt (Oder) | Bezirkspokalsieger Lausitz | Bezirkspokalsieger Potsdam |
| Eisenhüttenstädter FC Stahl         | FC Energie Cottbus         | SV Falkensee-Finkenkrug    |

## Spielmodus
Der brandenburgische Landespokal 1991/92 wurde in einem Dreierturnier ausgetragen. Qualifiziert haben sich jeweils die drei Bezirkspokalsieger aus den Kreis Frankfurt (Oder), Lausitz und Potsdam.

## Turnierrunde

### Abschlusstabelle
| Pl. | Verein                      | Sp. | S | U | N | Tore    | Diff. | Punkte |
| --- | --------------------------- | --- | - | - | - | ------- | ----- | ------ |
| 1.  | Eisenhüttenstädter FC Stahl | 2   | 2 | 0 | 0 | 007:000 | +7    | 04:0   |
| 2.  | FC Energie Cottbus          | 2   | 1 | 0 | 1 | 002:100 | +1    | 02:20  |
| 3.  | SV Falkensee-Finkenkrug     | 2   | 0 | 0 | 2 | 000:800 | −8    | 0:40   |

### Turnierspiele
| Datum      |                             | Ergebnis |                             |
| ---------- | --------------------------- | -------- | --------------------------- |
| 27.05.1992 | SV Falkensee-Finkenkrug     | 0:2      | FC Energie Cottbus          |
| 02.06.1992 | FC Energie Cottbus          | 0:1      | Eisenhüttenstädter FC Stahl |
| 10.06.1992 | Eisenhüttenstädter FC Stahl | 6:0      | SV Falkensee-Finkenkrug     |

## Der Landespokalsieger im DFB-Pokal 1992/93
| Datum      | Heim                             | Ergebnis              | Auswärts                         | Runde         |
| ---------- | -------------------------------- | --------------------- | -------------------------------- | ------------- |
|            | Eisenhüttenstädter FC Stahl (OL) |                       | Freilos                          | 1. Hauptrunde |
| 12.09.1992 | Eisenhüttenstädter FC Stahl (OL) | 1:1 n. V. (5:4 i. E.) | Wuppertaler SV (2L)              | 2. Hauptrunde |
| 10.10.1992 | Rot-Weiss Essen (OL)             | 3:2                   | Eisenhüttenstädter FC Stahl (OL) | 3. Hauptrunde |